# Danh sách album quán quân năm 2020 (Bỉ)
Bảng xếp hạng Ultratop 200 liệt kê 200 album có thành tích thương mại tốt nhất tại Bỉ. Bảng xếp hạng chia thành hai khu vực chính: Vlaanderen và Wallonie. Số liệu của bảng xếp hạng được tổ chức Ultratop tổng hợp hằng tuần. Dưới đây là danh sách những album đứng đầu bảng xếp hạng Ultratop 200 của Vlaanderen và Wallonie trong năm 2020.
| Ấn bản ngày | Album                     | Nghệ sĩ                             | Ng.    |
| ----------- | ------------------------- | ----------------------------------- | ------ |
| 4 tháng 1   | Boven de wolken           | Niels Destadsbader                  | [ 1 ]  |
| 11 tháng 1  | Boven de wolken           | Niels Destadsbader                  | [ 2 ]  |
| 18 tháng 1  | Rare                      | Selena Gomez                        | [ 3 ]  |
| 25 tháng 1  | Music to Be Murdered By   | Eminem                              | [ 4 ]  |
| 1 tháng 2   | Bitterzoet                | Eefje de Visser                     | [ 5 ]  |
| 8 tháng 2   | Music to Be Murdered By   | Eminem                              | [ 6 ]  |
| 15 tháng 2  | Brol                      | Angèle                              | [ 7 ]  |
| 22 tháng 2  | Boven de wolken           | Niels Destadsbader                  | [ 8 ]  |
| 29 tháng 2  | Map of the Soul: 7        | BTS                                 | [ 9 ]  |
| 7 tháng 3   | Map of the Soul: 7        | BTS                                 | [ 10 ] |
| 14 tháng 3  | Boven de wolken           | Niels Destadsbader                  | [ 11 ] |
| 21 tháng 3  | #LikeMe – Seizoen 2       | Dàn diễn viên của #LikeMe           | [ 12 ] |
| 28 tháng 3  | After Hours               | The Weeknd                          | [ 13 ] |
| 4 tháng 4   | #LikeMe – Seizoen 2       | Dàn diễn viên của #LikeMe           | [ 14 ] |
| 11 tháng 4  | #LikeMe – Seizoen 2       | Dàn diễn viên của #LikeMe           | [ 15 ] |
| 18 tháng 4  | #LikeMe – Seizoen 2       | Dàn diễn viên của #LikeMe           | [ 16 ] |
| 25 tháng 4  | #LikeMe – Seizoen 2       | Dàn diễn viên của #LikeMe           | [ 17 ] |
| 2 tháng 5   | #LikeMe – Seizoen 2       | Dàn diễn viên của #LikeMe           | [ 18 ] |
| 9 tháng 5   | Cleymans & Van Geel       | Cleymans & Van Geel                 | [ 19 ] |
| 16 tháng 5  | #LikeMe – Seizoen 2       | Dàn diễn viên của #LikeMe           | [ 20 ] |
| 23 tháng 5  | Liefde voor muziek (2020) | Nhiều nghệ sĩ                       | [ 21 ] |
| 30 tháng 5  | Liefde voor muziek (2020) | Nhiều nghệ sĩ                       | [ 22 ] |
| 6 tháng 6   | Liefde voor muziek (2020) | Nhiều nghệ sĩ                       | [ 23 ] |
| 13 tháng 6  | Liefde voor muziek (2020) | Nhiều nghệ sĩ                       | [ 24 ] |
| 20 tháng 6  | Liefde voor muziek (2020) | Nhiều nghệ sĩ                       | [ 25 ] |
| 27 tháng 6  | Liefde voor muziek (2020) | Nhiều nghệ sĩ                       | [ 26 ] |
| 4 tháng 7   | Liefde voor muziek (2020) | Nhiều nghệ sĩ                       | [ 27 ] |
| 11 tháng 7  | Liefde voor muziek (2020) | Nhiều nghệ sĩ                       | [ 28 ] |
| 18 tháng 7  | Liefde voor muziek (2020) | Nhiều nghệ sĩ                       | [ 29 ] |
| 25 tháng 7  | Liefde voor muziek (2020) | Nhiều nghệ sĩ                       | [ 30 ] |
| 1 tháng 8   | Folklore                  | Taylor Swift                        | [ 31 ] |
| 8 tháng 8   | Tura 80                   | Will Tura                           | [ 32 ] |
| 15 tháng 8  | Tura 80                   | Will Tura                           | [ 33 ] |
| 22 tháng 8  | Tura 80                   | Will Tura                           | [ 34 ] |
| 29 tháng 8  | Tura 80                   | Will Tura                           | [ 35 ] |
| 5 tháng 9   | S&M2                      | Metallica và San Francisco Symphony | [ 36 ] |
| 12 tháng 9  | Tura 80                   | Will Tura                           | [ 37 ] |
| 19 tháng 9  | Tura 80                   | Will Tura                           | [ 38 ] |
| 26 tháng 9  | Thuis                     | André Hazes Jr.                     | [ 39 ] |
| 3 tháng 10  | Thuis                     | André Hazes Jr.                     | [ 40 ] |
| 10 tháng 10 | Thuis                     | André Hazes Jr.                     | [ 41 ] |
| 17 tháng 10 | Thuis                     | André Hazes Jr.                     | [ 42 ] |
| 24 tháng 10 | Serpentine Prison         | Matt Berninger                      | [ 43 ] |
| 31 tháng 10 | Letter to You             | Bruce Springsteen                   | [ 44 ] |
| 7 tháng 11  | Letter to You             | Bruce Springsteen                   | [ 45 ] |

| Ấn bản ngày | Album                          | Nghệ sĩ              | Ng.    |
| ----------- | ------------------------------ | -------------------- | ------ |
| 4 tháng 1   | Brol                           | Angèle               | [ 46 ] |
| 11 tháng 1  | Brol                           | Angèle               | [ 47 ] |
| 18 tháng 1  | VersuS                         | Vitaa và Slimane     | [ 48 ] |
| 25 tháng 1  | Aloha                          | Typh Barrow          | [ 49 ] |
| 1 tháng 2   | Aloha                          | Typh Barrow          | [ 50 ] |
| 8 tháng 2   | MVP                            | Mister V             | [ 51 ] |
| 15 tháng 2  | VersuS                         | Vitaa và Slimane     | [ 52 ] |
| 22 tháng 2  | VersuS                         | Vitaa và Slimane     | [ 53 ] |
| 29 tháng 2  | VersuS                         | Vitaa và Slimane     | [ 54 ] |
| 7 tháng 3   | VersuS                         | Vitaa và Slimane     | [ 55 ] |
| 14 tháng 3  | Le Pari(s) des Enfoirés        | Les Enfoirés         | [ 56 ] |
| 21 tháng 3  | M.I.L.S 3                      | Ninho                | [ 57 ] |
| 28 tháng 3  | M.I.L.S 3                      | Ninho                | [ 58 ] |
| 4 tháng 4   | M.I.L.S 3                      | Ninho                | [ 59 ] |
| 11 tháng 4  | M.I.L.S 3                      | Ninho                | [ 60 ] |
| 18 tháng 4  | High & Fine Herbes             | Caballero & JeanJass | [ 61 ] |
| 25 tháng 4  | M.I.L.S 3                      | Ninho                | [ 62 ] |
| 2 tháng 5   | Maison                         | Roméo Elvis          | [ 63 ] |
| 9 tháng 5   | Brol                           | Angèle               | [ 64 ] |
| 16 tháng 5  | Brol                           | Angèle               | [ 65 ] |
| 23 tháng 5  | Brol                           | Angèle               | [ 66 ] |
| 30 tháng 5  | Brol                           | Angèle               | [ 67 ] |
| 6 tháng 6   | Sillygomania                   | Loïc Nottet          | [ 68 ] |
| 13 tháng 6  | Sillygomania                   | Loïc Nottet          | [ 69 ] |
| 20 tháng 6  | Sillygomania                   | Loïc Nottet          | [ 70 ] |
| 27 tháng 6  | La Machine                     | Jul                  | [ 71 ] |
| 4 tháng 7   | Grand Prix                     | Benjamin Biolay      | [ 72 ] |
| 11 tháng 7  | Neverland                      | RK                   | [ 73 ] |
| 18 tháng 7  | La vie est belle               | Gambi                | [ 74 ] |
| 25 tháng 7  | Les Derniers Salopards         | Maes                 | [ 75 ] |
| 1 tháng 8   | Les Derniers Salopards         | Maes                 | [ 76 ] |
| 8 tháng 8   | Brol                           | Angèle               | [ 77 ] |
| 15 tháng 8  | Whoosh!                        | Deep Purple          | [ 78 ] |
| 22 tháng 8  | Brol                           | Angèle               | [ 79 ] |
| 29 tháng 8  | Brol                           | Angèle               | [ 80 ] |
| 5 tháng 9   | Singles Collection (2001–2021) | Indochine            | [ 81 ] |
| 12 tháng 9  | Aimée                          | Julien Doré          | [ 82 ] |
| 19 tháng 9  | Mesdames                       | Grand Corps Malade   | [ 83 ] |
| 26 tháng 9  | QALF                           | Damso                | [ 84 ] |
| 3 tháng 10  | QALF                           | Damso                | [ 85 ] |
| 10 tháng 10 | Un air de famille              | Patrick Fiori        | [ 86 ] |
| 17 tháng 10 | Mi vida                        | Kendji Girac         | [ 87 ] |
| 24 tháng 10 | À l'Aube revenant              | Francis Cabrel       | [ 88 ] |
| 31 tháng 10 | Son rêve américain             | Johnny Hallyday      | [ 89 ] |
| 7 tháng 11  | À l'Aube revenant              | Francis Cabrel       | [ 90 ] |